# Landestierärztekammer Hessen
Die Landestierärztekammer (LTK) Hessen ist eine berufsständische Körperschaft des öffentlichen Rechts und eine von 17 Landestierärztekammern (LTK) in Deutschland, welche die Belange der Tierärzte im freien (niedergelassenen) Beruf und ihre Ausbildungsfragen regeln und überwachen. Alle Tierärztinnen und Tierärzte, die in Hessen ihren Beruf ausüben, sind Pflichtangehörige der LTK Hessen. Davon ausgenommen sind die in der Aufsichtsbehörde tätigen Tierärzte. Zuständige Aufsichtsbehörde in Hessen ist das Hessische Sozialministerium. Die Landestierärztekammer Hessen hat ihren Sitz in Niedernhausen im Taunus.

## 1876 bis 1933
In Hessen war zwar schon 1876 ein staatlich firmierter „Veterinärärztlicher Provinzialverein“ gegründet worden, doch erst 1926 kam es schließlich zur Gründung einer Tierärztekammer. Laut Gesetz von 1925 hatte sie „die Interessen des tierärztlichen Standes wahrzunehmen und bei den Aufgaben des öffentlichen Veterinärwesens mitzuwirken, ... Wohlfahrtseinrichtungen für Tierärzte und deren Hinterbliebene zu schaffen, sowie sich zu allen wichtigen und ihre Interessen berührenden Fragen zu äußern, Anträge und Vorstellungen an das Ministerium des Innern (die Aufsichtsbehörde) zu richten.“ Zu ihren Aufgaben gehörten außerdem berufliche Weiterbildung, die Formulierung einer Standesordnung und die Ehrengerichtsbarkeit.

## 1933 bis 1945
Nach 1933 wurden alle Landestierärztekammern und anderen tierärztlichen Berufsvereinigungen schon 1934 zwangsweise im „Reichsverband Deutscher Tierärzte“ zusammengelegt, dem dann auch ab 1936 die Reichstierärztekammer übergeordnet wurde.

## 1945 bis heute
Nach dem Ende des Zweiten Weltkrieges bildete sich in Hessen bereits 1946 der „Verein Landestierärztekammer Hessen e.V.“ mit Karl Ohly als Präsidenten, der dann auch Präsident der im Mai 1947 gegründeten „Deutschen Tierärzteschaft“ als Arbeitsgemeinschaft der westdeutschen Tierärztekammern wurde.
Nachdem am 10. November 1954 in Hessen das Gesetz über die Berufsvertretungen, die Berufsausübung, die Weiterbildung und Berufsgerichtsbarkeit der Ärzte, Zahnärzte, Tierärzte und Apotheker (Heilberufsgesetz) in Kraft getreten war, wurde auf dessen Basis am 28. Dezember 1955 die Landestierärztekammer Hessen konstituiert. Der Verein Landestierärztekammer Hessen e.V. wurde dementsprechend am 13. Januar 1956 aufgelöst.
Seitdem hat die LTK Hessen sich in dem ihr durch Gesetz vorgegebenen Rahmen um die Weiterentwicklung der Qualität des tierärztlichen Berufes und der ihn Ausübenden bemüht, sich bei der Vorbereitung von gesetzlichen Regelungen und von Verwaltungsvorschriften bezüglich Tiergesundheit, Verbraucherschutz und Tierschutz verdient gemacht, und sich erfolgreich für die Belange der im Veterinärwesen Tätigen und ihrer Hinterbliebenen eingesetzt.

## Präsidenten
- Hellmuth Schulz (1956–1975)
- Gottfried Schreiber (1975–1987)
- Erich Allmacher (1987–1995)
- Friedrich Leipner (1995–1999)
- Alexander Herzog (2000–2012)
- Ingo Stammberger (2012–2022)
- Sabine Tacke (seit 2022)